# Drypetes singroboensis
Espèce
Statut de conservation UICN

 VU A1c : Vulnérable
Drypetes singroboensis est une espèce de plantes à fleurs de la famille des Putranjivaceae.

## Publication originale
- Bulletin du Jardin Botanique de l'État à Bruxelles 30: 397. 1960.